# Kringsjå Station
Kringsjå Station (Kringsjå stasjon) er en metrostation på Sognsvannsbanen på T-banen i Oslo. Stationen ligger lige ved Kringsjå studentby og Fjellbirkeland studentby. Desuden ligger Olympiatoppen og Riksarkivet i gåafstand.